# Allure (marine)
Pour les articles homonymes, voir Allure.
 (avril 2020).

Les différentes allures à la voile

Sur un voilier qui progresse à l'aide de ses voiles, l'allure désigne l'angle de route du bateau par rapport à la direction du vent réel. Par exemple, le vent arrière est l'allure d'un voilier qui avance avec un vent soufflant sur son secteur arrière.
L'allure joue un rôle important dans la marche d'un voilier. Elle a une influence sur la vitesse et sur le comportement du bateau, en particulier sur sa gîte et sur le roulis. Elle détermine la manière dont les voiles doivent être réglées. L'équipage écarte les voiles plus ou moins de l'axe du voilier pour que la pression exercée par le vent reste efficace. À certaines allures, il hisse des voiles particulières, plus creuses.

## Les allures
Les principales allures sont le près, le bon plein, le travers, le grand largue et le vent arrière.
L'allure dépend de l'angle formé entre la route du voilier et le vent réel. 

### Le vent debout
Lorsque le voilier est face au vent, il ne peut pas avancer ; on dit alors que le voilier est  vent debout (dit aussi bout au vent, face au vent). Il doit s'écarter d'environ 45° de l'axe du vent pour pouvoir progresser à l'aide de ses voiles (30° sur les voiliers de régate les plus performants). 
Si la destination visée par le voilier nécessite de prendre une direction face au vent, le voilier devra louvoyer (ou tirer des bords), c'est-à-dire progresser en traçant des zigzags pour maintenir toujours l'angle minimum cité plus haut qui lui permet d'être propulsé par ses voiles.

### Le près serré

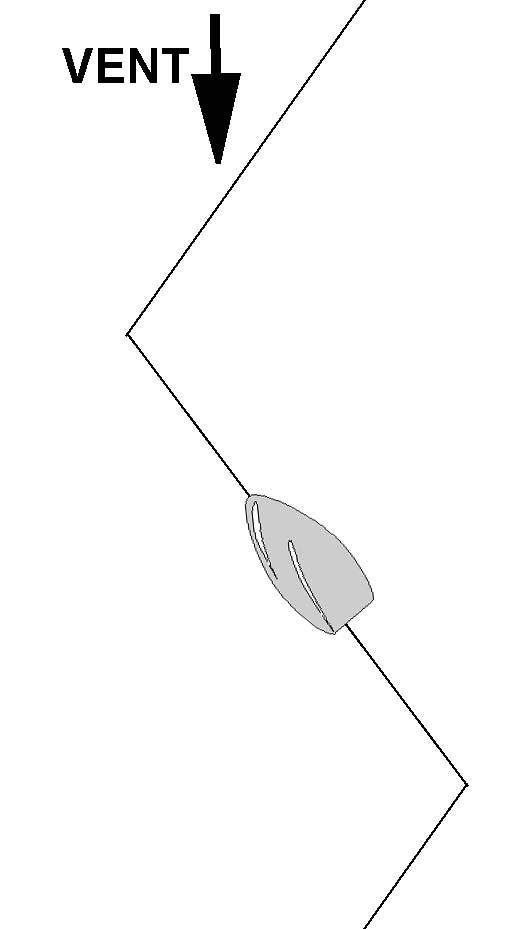
Louvoyage

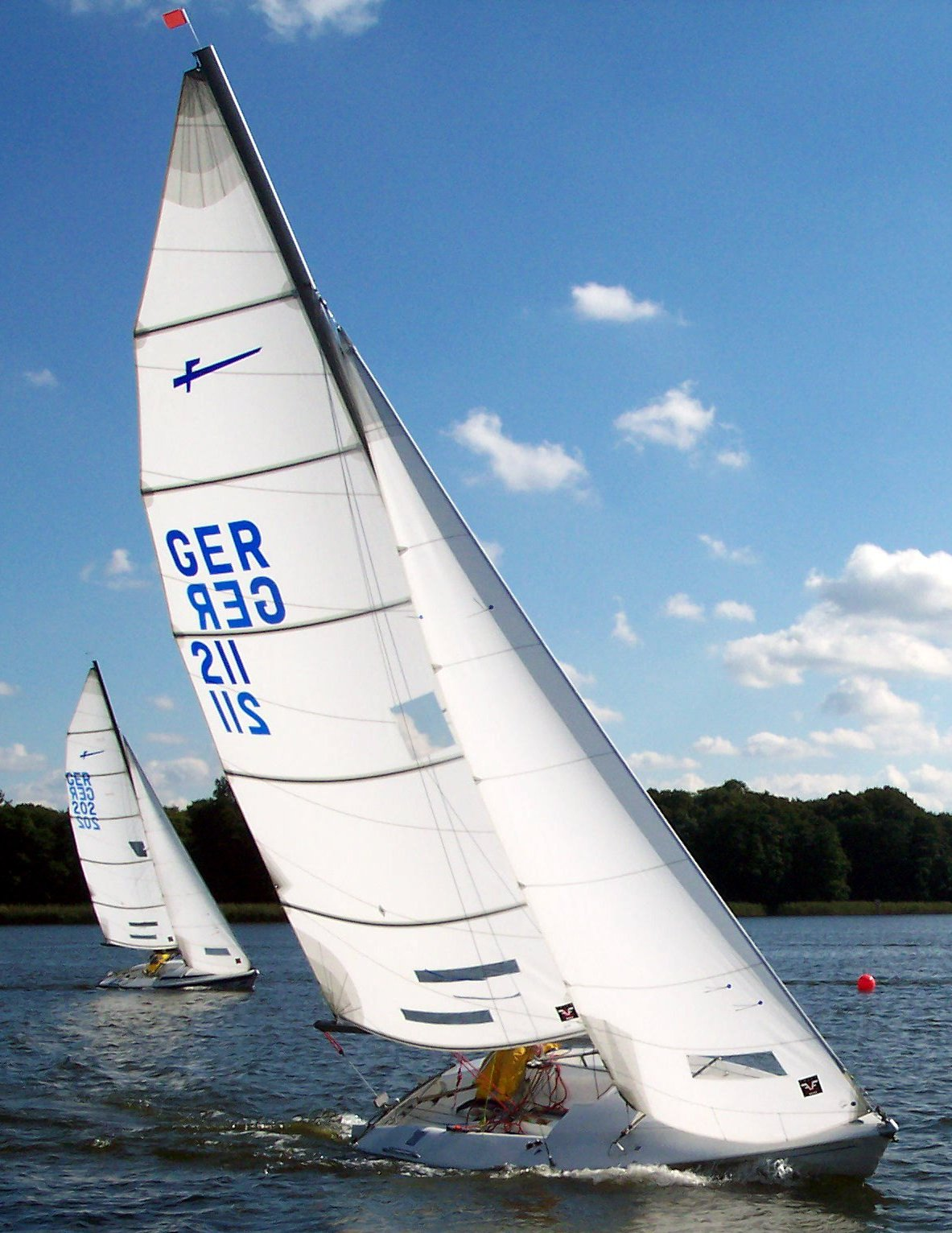
Allure de près : les voiles sont presque dans l'axe, le voilier est fortement gîté

Lorsque le voilier est au plus près du vent (à 45°), l'allure correspondante est le près serré. Cette allure est aussi nommée « au plus près » quand le bateau se rapproche du « vent debout ». Les voiles sont presque bordées dans l'axe du bateau pour permettre un écoulement laminaire, optimal, des filets d'air sur la voile. 
La poussée exercée sur les voiles comprend, à cette allure, une composante  perpendiculaire à l'axe du bateau importante qui le fait gîter. Si le voilier est un dériveur de sport, l'équipage doit se mettre au rappel pour empêcher le bateau de chavirer. S'il s'agit d'un quillard, la quille empêche le retournement mais ne peut empêcher la gîte. Le bateau dérive beaucoup sous l'action du vent ce qui peut lui coûter quelques degrés de route.
La poussée vélique étant mal orientée, sa composante longitudinale propulsive (dans l'axe du bateau) est faible, contrairement à sa composante latérale, qui fait gîter (pencher) le voilier. En conséquence, le près est une allure plus lente que le vent de travers ou le largue.
Le voilier, à cette allure, se heurte aux vagues — généralement orientées dans l'axe du vent — qui réduisent sa vitesse et peuvent, lorsque la mer est formée, passer par-dessus le pont du navire.  
Sur de longues distances, l'équipage souffre dès que le vent atteint une certaine force : gîte permanente, mouvements violents du bateau, humidité. 
En écartant le voilier d'une dizaine de degrés supplémentaires de l'axe du vent, la vitesse va augmenter, la gîte va diminuer et le voilier affrontera moins violemment les vagues : dans une mer formée, le gain de vitesse obtenu peut dans certains cas compenser la perte de cap. Le navigateur, pour optimiser la durée de la navigation, recherchera à cette allure le meilleur compromis entre cap et vitesse, c'est-à-dire la meilleure VMG (Velocity Made Good).
Si, au contraire, le barreur rapproche le voilier de quelques degrés de l'axe du vent, une partie de la voilure est déventée : le voilier progresse moins vite mais il gîte également moins. Cette allure désignée par le terme de près serré, bien que ralentissant la progression du voilier, peut être utilisée pour faire face à une survente temporaire car seul ce déventement des voiles permet de maintenir le voilier dans la direction choisie (dans les surventes le bateau loffe, vient face au vent).
L'allure de près est souvent associée au louvoyage. Un dicton de la marine d'autrefois résume le caractère pénible que prend le comportement du bateau dans ce contexte : le près c'est deux fois la distance, trois fois le temps .... et quatre fois la rogne.
Lorsque l'espace disponible pour louvoyer est insuffisant, le près serré est souvent une bonne solution. Selon le comportement du voilier et l'expérience de l'équipage pour affronter un vent perfide (quelques rafales soudaines et violentes), l'ordre de serrer au plus près peut être une bonne solution, pas nécessairement en matière d'efficacité mais bien de sécurité. Lors de la rafale, le bateau ira à loffe et il faudra le reprendre, ce qui est tout de même mieux que chavirer ou démâter. Lorsque les rafales sont assez fréquentes, il est plus efficace et plus confortable de prendre des ris et de maintenir le cap. Lorsqu'elles sont rares mais dangereuses, un louvoiement entre au plus près et grand largue peut permettre d'obtenir une efficacité globale plus intéressante et cela peut être moins frustrant que maintenir les voiles au minimum en prévision d'un prochain coup probable ou lointain.

### Le près bon plein
Lorsque le voilier s'écarte suffisamment de l'axe du vent (vers 60°), son comportement change de manière importante : la vitesse augmente notablement, la gîte diminue, le choc avec les vagues se fait moins violent. Cette allure plus efficace pour la navigation et plus confortable pour le marin est désignée sous le terme de bon plein. Les voiles sont écartées de l'axe du bateau pour maintenir l'écoulement laminaire optimal.

### Le travers ou petit largue

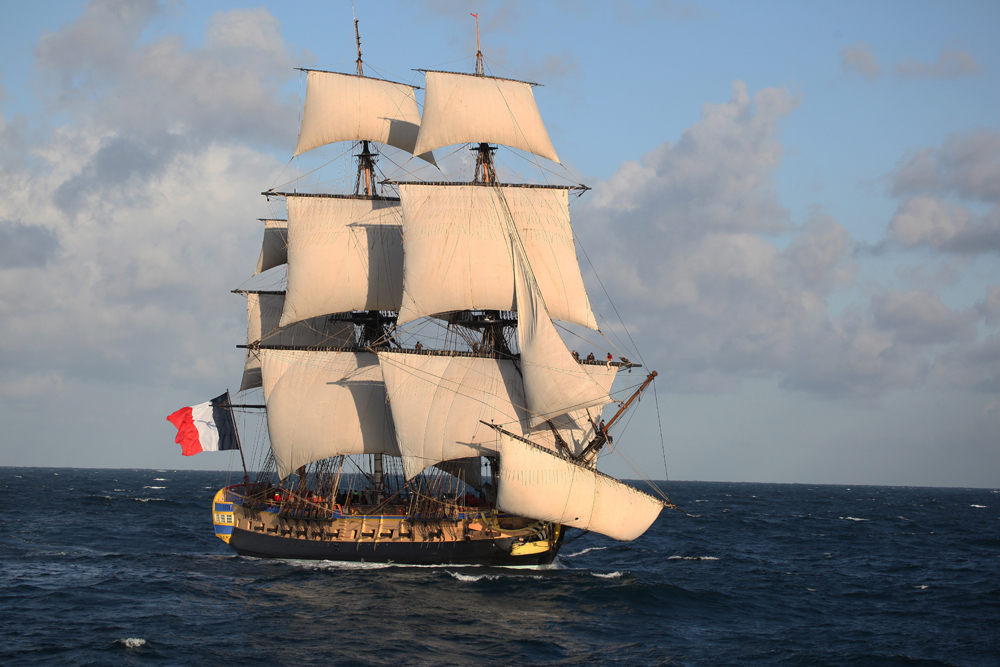
La frégate lHermione toutes voiles dehors par vent largue

Le travers désigne l'allure à laquelle le vent arrive par le travers du bateau, autrement dit à 90° de l'axe du bateau. Le voilier accélère encore grâce au phénomène de vent apparent qui permet de gagner en efficacité. De plus, la gîte est moins forte et l'influence des vagues par temps moyen est négligeable. Cette allure est souvent optimale tant du point de vue de la vitesse que du confort du marin. Les voiles sont de nouveau écartées de l'axe du bateau pour maintenir un écoulement laminaire du vent sur les voiles. 
À cette allure et aux allures suivantes — réunies sous l'appellation d'allures portantes — des voiles d'avant de grande surface et aux formes creuses (spinnaker, gennaker), peuvent être envoyées pour gagner en vitesse. 
Aux allures portantes, si le vent est suffisamment fort, le bateau peut dans certains cas déjauger c'est-à-dire sortir sa coque en partie de l'eau, gagnant encore en vitesse. Un rapport surface des voiles/poids, des formes arrière de la coque planantes, la présence de vagues sont autant de facteurs qui facilitent le déjaugeage.

### Lereaching
Très employé en course, le terme anglophone reaching regroupe les trois allures de travers : close reach (petit largue), beam reach (travers) et broad reach (grand largue). Sur le site de l'Imoca Initiatives-Cœur, on entend par reaching un vent de travers de 80 à 110°.

### Le grand largue

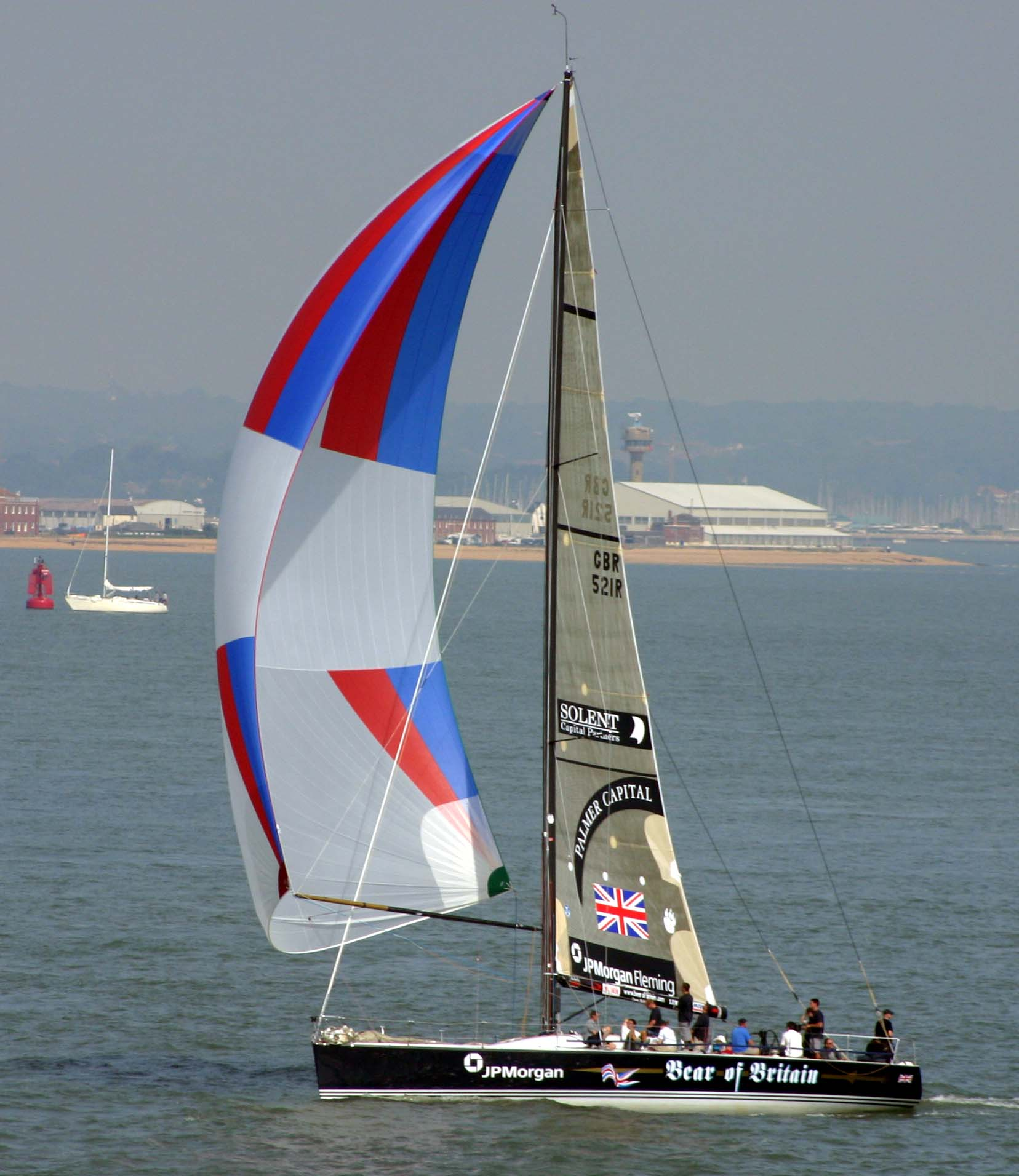
Allure de grand largue : le spinnaker a été hissé, la grand voile est écartée au maximum de l'axe du voilier

À l'allure du grand largue, le vent provient de 3/4 arrière. Les voiles sont écartées de l'axe du bateau au maximum mais l'écoulement des filets d'air sur les voiles n'est désormais plus laminaire mais perturbé : les filets d'air frappent le plan de la voile selon un axe qui se rapproche de la perpendiculaire.   
Les vagues qui (généralement) arrivent également de cette direction provoquent un roulis désagréable qui peut rendre difficile le respect du cap par le barreur. Le bateau sous la poussée d'une vague tend à changer de direction (le safran n'est momentanément plus efficace) en se rapprochant de l'axe du vent. Si le barreur ne réussit pas à contrer le mouvement, le bateau va remonter au près en se couchant : c'est le départ au lof.

### Le vent arrière

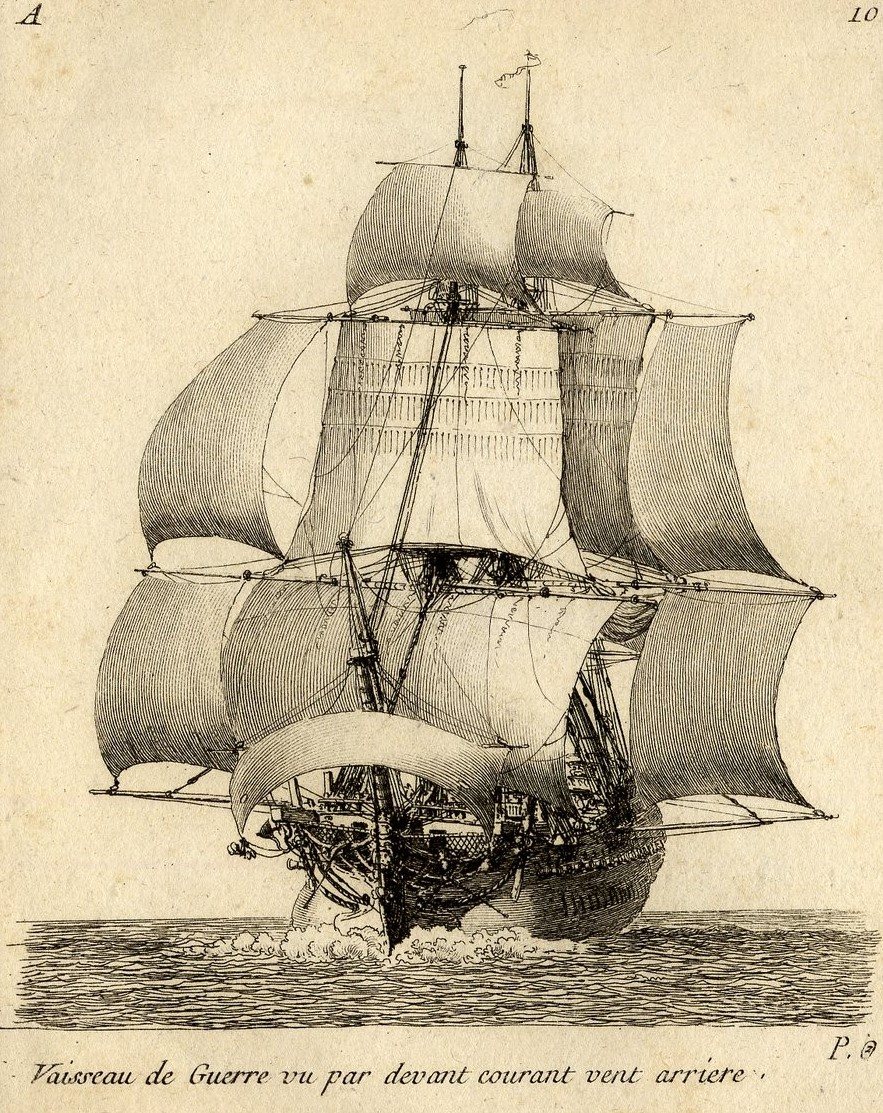
Vaisseau de ligne par vent arrière (Gravure de 1813).

Au vent arrière, le vent provient du secteur arrière du voilier. L'écoulement de l'air sur les voiles est très perturbé et la vitesse du voilier est nettement diminuée par rapport à l'allure du grand largue. Le roulis s'accentue, le risque d'auloffée s'accroît. À certains moments, les voiles peuvent ne plus porter car le voilier est à la limite du virement de bord : l'empannage menace.

### Naviguer au portant et au près
L’ensemble des allures est réparti entre portant et près.
Le portant correspond aux allures pour lesquelles le vent vient de l’arrière du bateau, et regroupe ainsi les allures allant du travers au vent-arrière.
Le près, quant à lui, regroupe toutes les allures pour lesquelles le bateau remonte au vent, c’est-à-dire celles allant du travers au vent debout. Même si le terme près peut porter à confusion avec l’allure du près, il s’agit bien ici de l’ensemble formé par le travers, le bon plein, le près, et le vent debout ; et non seulement par l’allure du près.

### Tribord amures, bâbord amures
Les allures sont symétriques, il existe deux zones de près, de travers, etc. Pour les distinguer, il est utilisé les termes de tribord amures, et bâbord amures.
Le voilier est tribord amures lorsque le vent vient de la droite par rapport à l'axe principal du navire (axe proue poupe). Le voilier est bâbord amures dans la situation inverse. Ces distinctions sont à la base des règles de priorité des voiliers.

## Choisir son allure
Si la destination du voilier est choisie, l'allure sera imposée par la direction que prendra le vent durant la navigation et (trop souvent) le louvoyage sera nécessaire. Toutefois si l'équipage du voilier dispose de temps ou si le bateau n'a pas la capacité de tenir l'allure imposée par le vent, il est souvent possible de choisir une route permettant de bénéficier des allures les plus favorables (les allures portantes). 
Jusqu'au XIXe siècle, les gréements carrés  des voiliers ne permettaient pas de louvoyer de manière efficace, par contre la voilure de ces bateaux était très efficace aux allures portantes. Ainsi pour traverser l'Océan Atlantique, ils descendaient le long des côtes d'Afrique jusqu'à la latitude des Alizés. Pour traverser dans l'autre sens, ils remontaient jusqu'à la latitude de New York. Dans les deux cas, ils bénéficiaient d'allures généralement portantes. Les vents ont reçu le surnom de "trade winds" car ils permettaient d'améliorer les temps de transport des voiliers de commerce.

## Les allures sur un voilier multicoques
Le comportement des multicoques aux différentes allures présente des caractéristiques particulières.
Un multicoque dépourvu de dérive — c'est le cas de la majorité des multicoques de croisière confortables produits de nos jours — aura du mal à faire un près efficace faute de plan anti-dérive; au près l'angle minimum sera largement supérieur à 45° et il subira une dérive plus forte. Par contre il subira une gîte très modérée.
S'il n'est pas trop lourd, le multicoque est susceptible d'accélérer plus rapidement qu'un quillard classique car sa surface mouillée est réduite. 
Sur les multicoques de régate légers (tels que le Hobie Cat , le Tornado, le Nacra) et les multicoques de course côtiers et océaniques, l'allure directe du plein vent arrière (avec un écoulement turbulent du vent dans les voiles) est moins avantageuse que la descente indirecte vers la bouée sous le vent par une succession de bords de largue entrecoupés d'empannages , au cours desquels la voilure (très semblable à une aile d'avion) travaille en écoulement laminaire. Les catamarans rapides (mais aussi certains dériveurs modernes -dits skiffs australiens- équipés de grands spinnakers asymétriques) et les planches à voile rapides de type Funboard descendent donc le vent en zigzag pratiquant un véritable louvoyage aux allures portantes et recherchant comme au près le meilleur compromis cap-vitesse (VMG pour les anglosaxons).

## Vent apparent et allures
La direction du vent prise en compte pour déterminer l'allure d'un voilier est celle du vent ressenti par le marin, le vent apparent. Celui-ci diffère du vent ressenti par un observateur immobile car il intègre le vent relatif généré par le déplacement du bateau. Deux voiliers suivant le même cap mais à des vitesses différentes peuvent, dans des cas extrêmes — grand multicoque de course opposé à un voilier « normal » — naviguer à des allures différentes pour les raisons détaillées plus bas.
Au près le vent ressenti (le vent apparent) est supérieur au vent réel puisque le vent créé par l'avancement du bateau s'y ajoute en grande partie. Cette augmentation du vent permet au voilier de disposer d'un surcroît de puissance bénéfique dans le petit temps.
Aux allures portantes, le vent apparent est généralement plus faible que le vent réel puisque le vent créé par l'avancement du bateau  se soustrait au vent réel : il peut même devenir nul si le vent souffle sur l'arrière du bateau lorsque la vitesse du bateau est égale à celle du  vent réel (ce qui peut arriver si le bateau est accéléré par la descente d'une vague).
Avec son potentiel de vitesse un multicoque de course peut démarrer aux allures portantes et sans changer de cap se retrouver au près : en prenant de la vitesse, le multicoque voit son vent apparent se renforcer et se rapprocher en direction de l'axe du navire. La vitesse renforcée du vent apparent contribue à accroître encore le phénomène. Le multicoque se retrouve ainsi au près alors que le vent réel souffle sur son arrière. Ce phénomène est propre aux grands multicoques de course et dans une moindre mesure à certains quillards de régate capables, grâce à la forme de leur carène et leur voilure, de déjauger et d'accélérer à la manière des multicoques.